# Nekoosa
Nekoosa – miasto w Stanach Zjednoczonych, w stanie Wisconsin, w hrabstwie Wood.